# 小行星5589
小行星5589（5589 De Meis）是一颗绕太阳运转的小行星，为主小行星带小行星。该小行星于1990年9月23日发现。

## 轨道参数
小行星5589的轨道半长轴为2.7485658 UA，离心率为0.043。